# Bahnhof Lorsch
Der Bahnhof Lorsch ist der Bahnhof der südhessischen Gemeinde Lorsch. Er liegt an der eingleisigen, nicht elektrifizierten Bahnstrecke Worms–Bensheim. Die Adresse des Bahnhofs lautet Lindenstraße 1.

## Geschichte

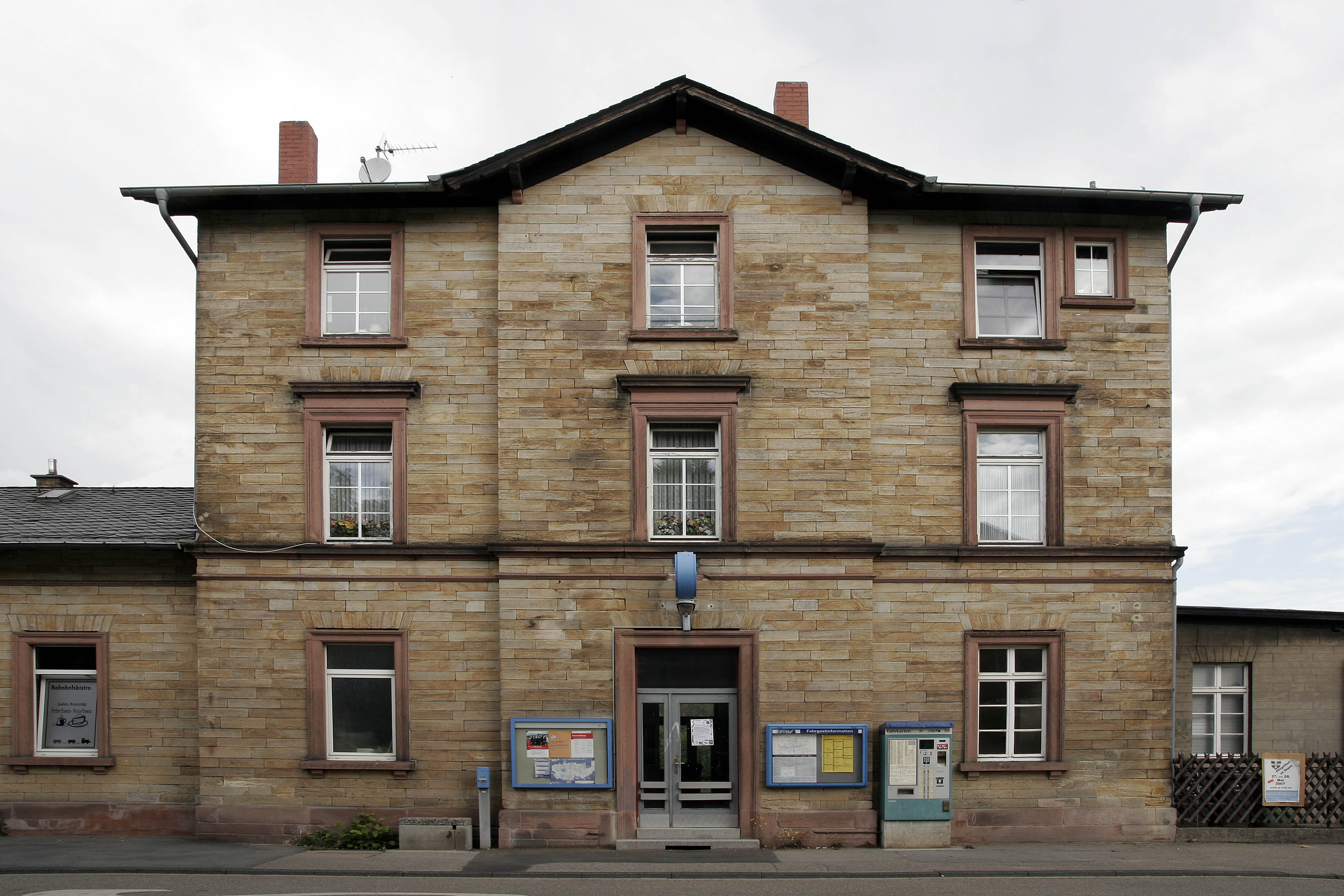
Empfangsgebäude (Straßenseite)

1869 eröffnete die Hessische Ludwigsbahn (HLB) die Nibelungenbahn, die Verbindung zwischen dem Bahnhof Rosengarten, auf der östlichen Rheinseite, gegenüber von Worms, über Lorsch und Bürstadt nach Bensheim, wo Anschluss an die bereits 1846 fertiggestellte Bahnstrecke Frankfurt am Main–Heidelberg bestand. Erst ab dem 9. September 1906 wurde die Zugsicherung hier mit ortsfesten Eisenbahnsignalen vorgenommen.
1903 wurde eine eingleisige Verbindungsstrecke nach Heppenheim eröffnet, die östlich des Bahnhofes abzweigte. Nach dem Zweiten Weltkrieg wurde diese Strecke stillgelegt und abgebaut. 
2006 war geplant, den Bahnhof an das elektronische Stellwerk in Weinheim anzuschließen, was jedoch nicht umgesetzt wurde. Das mechanische Stellwerk der Bauart „Jüdel“ aus dem Jahr 1923 ist weiter in Betrieb.
Im ersten Halbjahr 2016 wurden die Bahnsteige des Lorscher Bahnhofs auf 55 cm erhöht, um einen barrierefreien Zugang zu den seit Dezember 2015 hier verkehrenden Dieseltriebwagen der Baureihen 622 und 623 zu ermöglichen. Hierzu wurden die Drahtzüge des mechanischen Stellwerks verlegt und mit neuen Spannwerken versehen.
Die im westlichen Teil des Bahnhofes gelegenen Abstell- und Ladegleise für den Güterverkehr sind entfernt und das Gelände ist überbaut.
Das Empfangsgebäude des Bahnhofs Lorsch steht als Kulturdenkmal aufgrund des Hessischen Denkmalschutzgesetzes unter Denkmalschutz.

## Verkehr

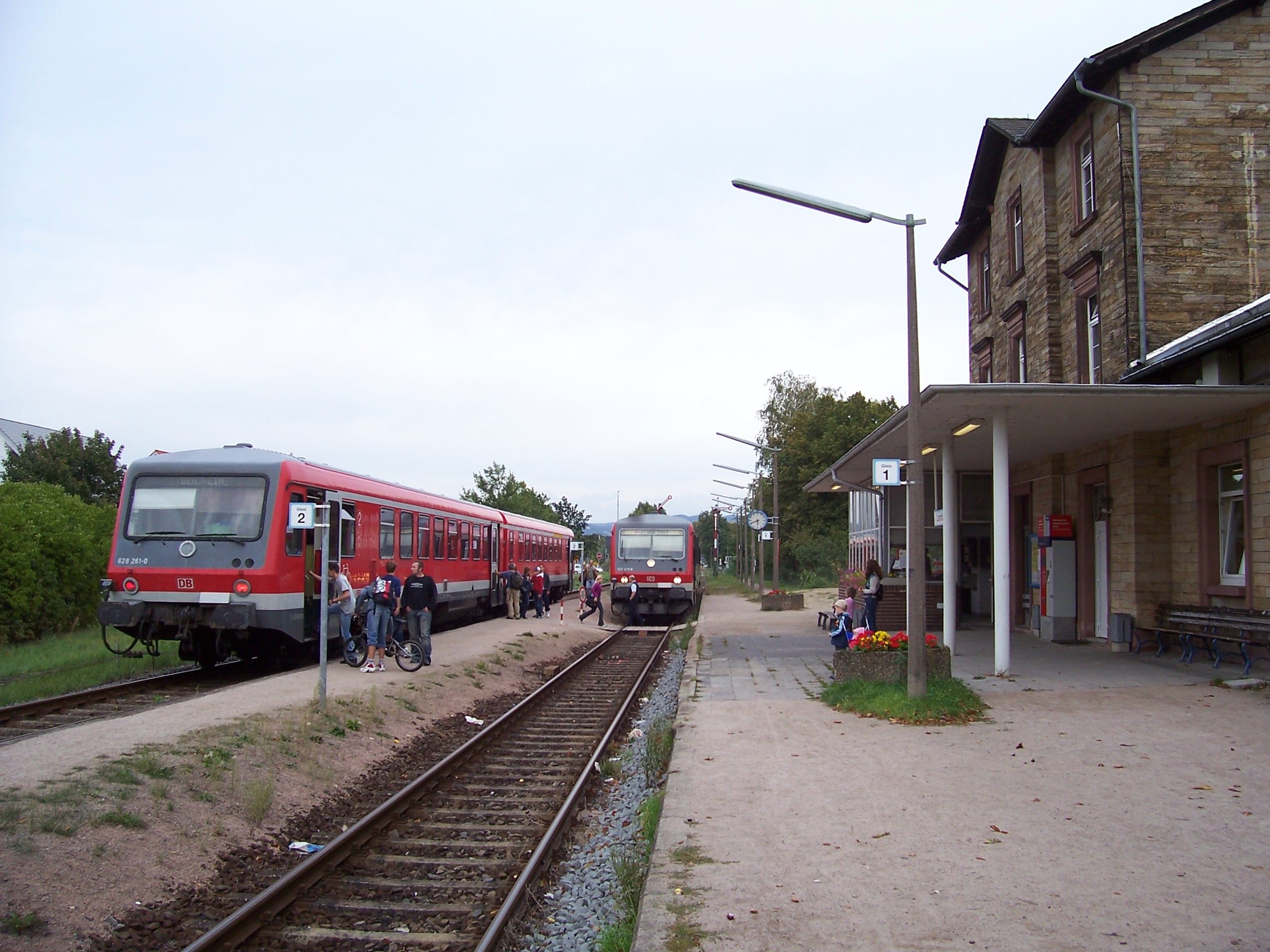
Zugkreuzung im Bahnhof Lorsch 2005

### Verkehrsbedeutung
Der Bahnhof von Lorsch liegt an der Nibelungenbahn zwischen den Bahnhöfen Bensheim und Worms. Hier besteht die einzige Kreuzungsmöglichkeit zwischen Bürstadt und Bensheim. Zugkreuzungen finden planmäßig hier nur noch vereinzelt in den werktäglichen Hauptverkehrszeiten statt. Im Bahnhof halten ausschließlich Züge des Regionalverkehrs.
| Linie | Linienverlauf                            | Takt        |
| ----- | ---------------------------------------- | ----------- |
| RB 63 | Bensheim – Lorsch – Bürstadt – Worms Hbf | Stundentakt |
|       |                                          |             |

### Busverkehr
Von Lorsch aus bestehen dichte Busverbindungen mit Lampertheim/Bürstadt, Heppenheim, Einhausen und Bensheim per Linienbus.

### Tarife
Im Nahverkehr gelten die Tarife des Verkehrsverbundes Rhein-Neckar (VRN), in dessen Tarifgebiet Lorsch liegt. Für Fahrten in Richtung Darmstadt und Frankfurt am Main gilt ein Übergangstarif des Rhein-Main-Verkehrsverbundes (RMV) sowie das Hessenticket. Darüber hinaus gelten auch die Tarife der Deutschen Bahn AG (DB).